# Isoprénaline
L'isoprénaline ou isoprotérénol est un composé chimique dont le chlorhydrate (Medihaler-Iso) est utilisé comme médicament agoniste de la famille des récepteurs adrénergiques.
Il est principalement utilisé dans les chocs pour ses propriétés inotrope positif, chronotrope positif et dromotrope positif. Il améliore la conduction au niveau du nœud atrio-ventriculaire par effet direct.
L'isoprénaline est un β stimulant.
Au niveau cardiaque, l'effet β1 provoque :
- une augmentation de la fréquence cardiaque ;
- une amélioration de la vitesse de conduction auriculo-ventriculaire par action directe sur le tissu nodal ;
- une augmentation de la force contractile du myocarde ;
- une diminution du seuil d'excitabilité myocardique ;
- une augmentation du débit systolique, du débit cardiaque et de la consommation myocardique d'oxygène.

En périphérie, l'effet β2 provoque :
- une vasodilatation artérielle systémique et pulmonaire entraînant une baisse de la post-charge ;
- une bronchodilatation.

L’isoprénaline est utilisée dans la prise en charge de :
- arrêts cardiaques ;
- bas débits cardiaques ;
- maladies du sinus auriculaire ;
- syndrome d'Adams-Stokes ;
- torsades de pointe.

Cette molécule est aussi utilisée pour l'induction de tachycardies lors d'une exploration électrophysiologique cardiaque endocavitaire pour en élucider les mécanismes.